# Konventioner och överenskommelser inom det nordiska samarbetet
Konventioner och överenskommelser inom det nordiska samarbetet innefattar konventioner, överenskommelser och andra internationella avtal mellan de nordiska staterna som ingåtts eller ändrats inom ramen för det nordiska samarbetet.
Avtalen innebär förpliktelser mellan de nordiska staterna, men saknar, i motsats till europeisk unionsrätt, direkt effekt och kan därför inte åberopas direkt inför nationell domstol likt en nationell lag. Istället måste avtalens bestämmelser införlivas i varje stats nationella lagstiftning för att få rättslig effekt. Många av avtalen har anpassats till unionsrätten till följd av Danmarks, Finlands och Sveriges medlemskap i Europeiska unionen och även Islands och Norges medlemskap i Europeiska ekonomiska samarbetsområdet.

## Helsingforsavtalet
Helsingforsavtalet reglerar de övergripande formerna för det nordiska samarbetet. Avtalet undertecknades den 23 mars 1962 i Helsingfors, Finland, och trädde i kraft den 1 juli 1962. Avtalet innehåller dels övergripande bestämmelser om samarbete kring rättsliga frågor, kultur, social trygghet, ekonomi, infrastruktur och miljö, dels institutionella bestämmelser om Nordiska rådet och Nordiska ministerrådet. Enligt avtalet ska varje nordisk stat vid utformandet av lagar och andra rättsregler behandla alla nordiska medborgare lika med de egna medborgarna inom avtalets tillämpningsområde.
Helsingforsavtalet har senare ändrats genom överenskommelser mellan de nordiska staterna den 13 februari 1971, den 11 mars 1974, den 15 juni 1983, den 6 maj 1985, den 21 augusti 1991, den 18 mars 1993 och den 29 september 1995.

## Avtal om gränskontroller och fri rörlighet
På 1950-talet slöts två avtal om gränskontroller och fri rörlighet mellan de nordiska staterna:
- Protokollet angående befrielse för nordiska medborgare från att under uppehåll i annat nordiskt land än hemlandet innehava pass och uppehållstillstånd

Protokollet trädde i kraft den 1 juli 1954 och undantar nordiska medborgare från kraven på att inneha pass, uppehållstillstånd eller motsvarande formaliteter vid resa och vistelse inom Norden.
- Överenskommelsen mellan Sverige, Danmark, Finland och Norge om upphävande av passkontrollen vid de internordiska gränserna

Överenskommelsen trädde i kraft den 1 maj 1958. Den innebar att gränskontrollerna vid de internordiska gränserna togs bort. Island anslöt sig till överenskommelsen i efterhand.
Dessa avtal lägger grunden för den nordiska passunionen. Sedan samtliga nordiska stater anslöt sig till Schengenområdet den 25 mars 2001 har den nordiska passunionen till stora delar spelat ut sin roll. Regelverket gäller fortfarande, men endast i den mån det är förenligt med Schengenregelverket.

## Avtal om kulturellt samarbete
Genom Helsingforsavtalet lades grunden för ett kultursamarbete mellan de nordiska staterna. Även en konvention om rätten att använda sitt eget språk i övriga nordiska länder har antagits.
- Avtalet mellan Danmark, Finland, Island, Norge och Sverige om kulturellt samarbete

Avtalet trädde i kraft den 1 januari 1972 och syftar till att stärka och intensifiera det kulturella samarbetet i vid bemärkelse. Avtalet antogs på basis av Helsingforsavtalet.
- Konventionen mellan Sverige, Danmark, Finland, Island och Norge om nordiska medborgares rätt att använda sitt eget språk i annat nordiskt land

Avtalet trädde i kraft 1 mars 1987. Avtalet reglerar medborgares möjligheter att använda sitt eget språk (de fem ländernas huvudspråk) i tal och skrift (ej telefonkontakt) i kontakter med myndigheter.

## Avtal om arbetsmarknad och social trygghet
Flera avtal inom det nordiska samarbetet rör arbetsmarknad och social trygghet. Avtalen syftar till att underlätta rörlighet av arbetstagare över gränserna och säkerställa att personer inte förlorar sin sociala trygghet på grund av flytt mellan de olika länderna. Avtalen innefattar bland annat:
- Överenskommelsen om gemensam nordisk arbetsmarknad

Överenskommelsen undertecknades ursprungligen 1954 och innebär att nordiska medborgare har rätt att arbeta och söka anställning i andra nordiska stater på samma villkor som de egna medborgarna där.
- Nordiska konventionen om social trygghet

Den ursprungliga konventionen om social trygghet antogs 1955. Konventionen har ersatts i flera omgångar och den senaste undertecknades den 12 juni 2012. Konventionen reglerar rätten till social trygghet för arbetstagare som tar anställning i ett annat nordiskt land än det där personen är medborgare i.
- Överenskommelsen om arbetslöshetsförsäkringen

Den trädde i kraft 1959. 
- Överenskommelsen om sjukförsäkringen

Den trädde i kraft 1968. 
Stora delar av bestämmelserna om arbetsmarknad och social trygghet påverkas av att samtliga nordiska länder ingår i Europeiska unionen och/eller Europeiska ekonomiska samarbetsområdet sedan den 1 januari 1994. Regelverket har följaktligen anpassats för att vara förenligt med unionsrättens bestämmelser, särskilt socialförsäkringsförordningen.

## Avtal om ekonomiskt samarbete
Det nordiska samarbetet innefattar även avtal om ekonomiskt samarbete, däribland:
- Överenskommelsen om Nordiska investeringsbanken

Överenskommelsen reglerar förutsättningarna för Nordiska investeringsbanken. Den trädde i kraft 1976. 

## Översikt
Nedan återges alla avtal som ingåtts eller ändrats inom ramen för det nordiska samarbetet sedan den 1 januari 1995, samt ytterligare några avtal som fortfarande spelar en central roll för samarbetet. Flera av avtalen har ändrats sedan de ursprungligen undertecknades.
| Avtal | Undertecknat | Undertecknat i            | Depositarie       | I kraft i ... sedan ... | I kraft i ... sedan ... | I kraft i ... sedan ... | I kraft i ... sedan ... | I kraft i ... sedan ... | I kraft i ... sedan ... | I kraft i ... sedan ... | I kraft i ... sedan ... | Ref.          |
| Avtal | Undertecknat | Undertecknat i            | Depositarie       | Danmark                 | Finland                 | Island                  | Norge                   | Sverige                 | Färöarna                | Grönland                | Åland                   | Ref.          |
| --- | ------------ | ------------------------- | ----------------- | ----------------------- | ----------------------- | ----------------------- | ----------------------- | ----------------------- | ----------------------- | ----------------------- | ----------------------- | ------------- |
| Konventionen innehållande internationellt privaträttsliga bestämmelser om äktenskap, adoption och förmynderskap (den nordiska äktenskapskonventionen) | 1931-02-06   | Stockholm, Sverige        |                   |                         |                         |                         |                         |                         |                         |                         |                         |               |
| Konventionen innehållande internationella privaträttsliga bestämmelser om arv, testamente och boutredning (den nordiska arvskonventionen) | 1934-11-19   | Köpenhamn, Danmark        |                   |                         |                         |                         |                         |                         |                         |                         |                         |               |
| Protokollet angående befrielse för nordiska medborgare från att under uppehåll i annat nordiskt land än hemlandet innehava pass och uppehållstillstånd | 1954-05-22   | Köpenhamn, Danmark        | Danmarks regering | 1954-07-01              | 1954-07-01              | 1955-12-01              | 1954-07-01              | 1954-07-01              | 1966-01-01              | –                       | 1954-07-01              | [ 13 ]        |
| Överenskommelsen om upphävande av passkontrollen vid de internordiska gränserna | 1957-07-12   | Köpenhamn, Danmark        | Danmarks regering | 1958-05-01              | 1958-05-01              | 1965-09-24              | 1958-05-01              | 1958-05-01              | 1961-01-01              | –                       | 1958-05-01              | [ 14 ]        |
| Helsingforsavtalet – samarbetsöverenskommelse mellan Danmark, Finland, Island, Norge och Sverige | 1962-03-23   | Helsingfors, Finland      | Finlands regering | 1962-07-01              | 1962-07-01              | 1962-07-01              | 1962-07-01              | 1962-07-01              | 1962-07-01              | 1962-07-01              | 1962-07-01              | [ 15 ]        |
| Konventionen angående indrivning av underhållsbidrag | 1962-03-23   | Oslo, Norge               | Norges regering   |                         |                         |                         |                         |                         |                         |                         |                         | [ 16 ]        |
| Avtalet om kulturellt samarbete | 1971-03-15   | Köpenhamn, Danmark        | Finlands regering | 1972-01-01              | 1972-01-01              | 1972-01-01              | 1972-01-01              | 1972-01-01              | 1972-01-01              | 1972-01-01              | 1972-01-01              | [ 17 ]        |
| Överenskommelsen om Nordiska kulturfonden | 1975-06-12   |                           |                   |                         |                         |                         |                         |                         |                         |                         |                         |               |
| Konventionen om erkännande och verkställighet av domar på privaträttens område | 1977-10-11   | Köpenhamn, Danmark        | Danmarks regering | 1978-01-01              | 1978-01-01              | 1978-01-01              | 1978-01-01              | 1978-01-01              | 1978-01-01              | 1978-01-01              | 1978-01-01              | [ 19 ]        |
| Konventionen om nordiska medborgares rätt att använda sitt eget språk i annat nordiskt land | 1981-06-17   | Svaneke, Danmark          | Finlands regering | 1987-03-01              | 1987-03-01              | 1987-03-01              | 1987-03-01              | 1987-03-01              | 1987-03-01              | 1987-03-01              | 1987-03-01              | [ 20 ]        |
| Överenskommelsen om gemensam nordisk arbetsmarknad | 1982-03-06   | Köpenhamn, Danmark        | Danmarks regering | 1983-08-01              | 1983-08-01              | 1983-08-01              | 1983-08-01              | 1983-08-01              | 1983-08-01              | 1983-08-01              | 1983-08-01              | [ 21 ] [ 22 ] |
| Överenskommelsen om tillämpning av den nordiska konventionen om social trygghet | 1982-10-25   | Köpenhamn, Danmark        | Finlands regering | 1982-10-25              | 1982-10-25              | 1982-10-25              | 1982-10-25              | 1982-10-25              | 1982-10-25              | 1982-10-25              | 1982-10-25              | [ 23 ]        |
| Avtalet om den rättsliga ställningen för Nordiska ministerrådets sekretariat och Nordiska rådets sekretariat | 1987-05-13   | Oslo, Norge               | Norges regering   | 1989-10-13              | 1989-10-13              | 1989-10-13              | 1989-10-13              | 1989-10-13              | 1989-10-13              | 1989-10-13              | 1989-10-13              | [ 24 ]        |
| Avtalet om den rättsliga ställningen för samnordiska institutioner och deras anställda | 1988-12-09   | Stockholm, Sverige        | Norges regering   | 1989-12-21              | 1989-12-21              | 1989-12-21              | 1989-12-21              | 1989-12-21              | 1989-12-21              | 1989-12-21              | 1989-12-21              | [ 25 ]        |
| Överenskommelsen om gemensam nordisk arbetsmarknad för viss hälso- och sjukvårdspersonal och veterinärer | 1993-06-14   | Arjeplog, Sverige         | Sveriges regering | 1994-01-01              | 1994-01-01              | 1994-01-01              | 1994-01-01              | 1994-01-01              | 1994-01-01              | 1994-01-01              | 1994-01-01              | [ 27 ]        |
| Överenskommelsen om tillträde till högre utbildning | 1996-09-03   | Köpenhamn, Danmark        | Finlands regering | 1997-05-09              | 1997-05-09              | 1997-05-09              | 1997-05-09              | 1997-05-09              | 1997-05-09              | 1997-05-09              | 1997-05-09              | [ 28 ] [ 29 ] |
| Avtalet mellan de nordiska länderna för att undvika dubbelbeskattning beträffande skatter på inkomst och på förmögenhet (nordiska skatteavtalet) | 1996-09-23   | Helsingfors, Finland      | Finlands regering | 1997-05-11              | 1997-05-11              | 1997-05-11              | 1997-05-11              | 1997-05-11              | 1997-05-11              | 1997-05-11              | 1997-05-11              | [ 31 ]        |
| Överenskommelsen om Nordiska miljöfinansieringsbolaget (NEFCO) | 1998-11-06   | Helsingfors, Finland      | Finlands regering | 1999-10-09              | 1999-10-09              | 1999-10-09              | 1999-10-09              | 1999-10-09              | 1999-10-09              | 1999-10-09              | 1999-10-09              | [ 33 ]        |
| Överenskommelsen om samordning av pensionsrätt enligt statliga pensionsordningar | 2001-06-01   | Stockholm, Sverige        | Sveriges regering | 2002-03-01              | 2002-03-01              | 2002-03-01              | 2002-03-01              | 2002-03-01              | 2002-03-01              | 2002-03-01              | 2002-03-01              | [ 34 ]        |
| Avtalet avseende stöd till industrisamarbete på försvarsmaterielområdet | 2001-06-09   |                           |                   |                         |                         |                         |                         |                         |                         |                         |                         |               |
| Nordiska hälsoberedskapsavtalet | 2002-06-14   | Svolvær, Norge            | Norges regering   | 2003-11-30              | 2003-11-30              | 2003-11-30              | 2003-11-30              | 2003-11-30              | 2003-11-30              | 2003-11-30              | 2003-11-30              | [ 35 ]        |
| Avtalet om avskaffande av färdblad för tillfällig trafik med buss inom norden enligt artikel 18 (1) i rådets förordning nr 684/92 (EEG) av den 16 mars 1992, ändrat genom rådets förordning nr 11/98 (EG) av den 11 december 1997, om gemensamma regler för internationell persontransport med buss | 2003-09-02   | Edinburgh, Storbritannien | Norges regering   | 2004-01-15              | 2004-01-15              | 2004-01-15              | 2004-01-15              | 2004-01-15              | 2004-01-15              | 2004-01-15              | 2004-01-15              | [ 36 ]        |
| Överenskommelsen om Nordiska investeringsbanken | 2004-02-11   | Helsingfors, Finland      | Norges regering   | 2005-01-01              | 2005-01-01              | 2005-01-01              | 2005-01-01              | 2005-01-01              | 2005-01-01              | 2005-01-01              | 2005-01-01              | [ 38 ]        |
| Avtalet om nordisk utbildningsgemenskap på gymnasienivå (teoretiska och yrkesinriktade utbildningar) | 2004-11-03   | Stockholm, Sverige        | Finlands regering | 2008-03-27              | 2008-03-27              | 2008-03-27              | 2008-03-27              | 2008-03-27              | 2008-03-27              | 2008-03-27              | 2008-03-27              | [ 39 ]        |
| Samförståndsavtalet om nordiskt försvarssamarbete | 2009-11-05   | Helsingfors, Finland      | Ingen depositarie | 2009-12-05              | 2009-12-05              | 2009-12-05              | 2009-12-05              | 2009-12-05              | 2009-12-05              | 2009-12-05              | 2009-12-05              | [ 41 ]        |
| Avtalet om medborgarskap | 2010-09-13   | Köpenhamn, Danmark        | Danmarks regering | 2012-09-05              | 2012-09-05              | 2012-09-05              | 2012-09-05              | 2012-09-05              | 2012-09-05              | 2012-09-05              | 2012-09-05              | [ 43 ]        |
| Nordiska konventionen om social trygghet | 2012-06-12   | Bergen, Norge             | Danmarks regering | 2014-05-01              | 2014-05-01              | 2014-05-01              | 2014-05-01              | 2014-05-01              | 2014-05-01              | 2014-05-01              | 2014-05-01              | [ 11 ]        |
| Avtalet om samarbete i konkurrensfrågor | 2017-09-08   | Helsingfors, Finland      | Danmarks regering |                         |                         |                         |                         |                         |                         |                         |                         | [ 45 ]        |